# Euphorbia schottiana
Euphorbia schottiana — вид рослин із родини молочайних (Euphorbiaceae), ендемік Туреччини.

## Опис
Це гола рослина 10–20 см заввишки. Стеблові листки на коротких ніжках, еліптично-яйцеподібні, у довжину 5–10 мм, тупі, вигнуті. Приквітки зелені, округлі. Квітки зеленуваті. Період цвітіння: літо.

## Поширення
Ендемік Туреччини. Населяє трав'янисті місцевості; на висотах 2900–3000 метрів.